# Talijanska Davis Cup reprezentacija
Talijanska Davis Cup reprezentacija je nacionalni teniski sastav Italije koji predstavlja zemlju na međunarodnom reprezentativnom teniskom natjecanju Davis Cupu.
Italija je 1976. osvojila Davis Cup pobijedivši u finalu igranom na gostovanju u Santiagu, reprezentaciju Čilea s visokih 4:1. Godine 2023. Italija je osvojila svoju drugu titulu pobjedom u finalu protiv Australije (2:0), a 2024. obranila je titulu prvaka svijeta pobjedom protiv Nizozemske u finalu (2:0).
Također, Italija je nastupala i u šest finala u kojima je bila poražena i to:
- 1960. od Australije (4:1)
- 1961. od Australije (5:0)
- 1977. od Australije (3:1)
- 1979. od SAD-a (5:0)
- 1980. od Čehoslovačke (3:1)
- 1998. od Švedske (4:1)

## Trenutni roster
- Jannik Sinner
- Lorenzo Musetti
- Matteo Berrettini
- Andrea Vavassori
- Simone Bolelli

## Vanjske poveznice
- Davis Cup.com - Italy